# الفردوس (الجيزة)
مدينة الفردوس هي مدينة سكنية تقع في مصر بمحافظة الجيزة بمدينة السادس من أكتوبر، وتوجد تحديدا على طريق الواحات من ناحية الشمال وحي الأشجار من ناحية الشرق ومدينة الإنتاج الإعلامي من ناحية الغرب وحدائق أكتوبر من ناحية الجنوب وهو حي سكني حيوي ويحتوي على الكثير من الوحدات السكنية والتجارية، ويعتبر مجتمع سكني متكامل الخدمات.

## أقسام مدينة الفردوس
تنقسم مدينة الفردوس إلى عدة أقسام وهي
- مدينة الفردوس للقوات المسلحة.

وهو مجمع سكني مغلق تابع للقوات المسلحة المصرية يحتوي عدد من العمارات بمساحات مختلفة ومجهز بجميع الخدمات والمرافق مثل مستشفى ونادي ومدرسة ومسجد ومساحات خضراء وأمن وحراسة وبوابات إلكترونية
- مدينة الفردوس للشرطة.

وهو مجمع سكني آخر تابع للشرطة المصرية يحتوي على عدد من العمارات بمساحات مختلفة ويتميز باحتوائه على سوق تجاري كبير يخدم سكان المدينة بشكل كبير
- مدينة الفردوس القطاع الاستثماري.

مجمع سكني أيضا يمتلكه الأفراد وغير تابع لأي مؤسسة حكومية ويتكون من عمارات أو فيلات ويحتوي على الكثير من الأنشطة التجارية والخدمات والمرافق مما تجعل المدينة حي سكني متكامل.
وعند مدخل مدينة الفردوس يوجد مجتمع سكني مقام باسم جمعية سكنية باسم جمعية الياسمين وتم استيلائها علي مدخلين مهمين من مداخل مدينة الفردوس وهو المدخل بجانب مجمع القوات المسلحة وبطولها والمدخل الأخر بجانب مدرسة بليونير. 

## أشهر المعالم المحيطة
- مول مصر وهو على بعد خمس دقائق من المدينة.
- مدينة الإنتاج الإعلامي وهي على بعد دقيقتين من المدينة.
- دريم بارك وهي مدينة ألعاب ترفيهية تقع في الجهة المقابلة للفردوس.
- الطريق الدائري وهو أحد أهم الطرق الرابطة بين مدينة الفردوس وقلب القاهرة.

## أشهر المعالم داخل الفردوس
- مدارس ماسترز للغات.[1]
- مستشفى القوات المسلحة.[2]
- مسجد الهدى.[3]
- كنيسة مارجرجس بمدينة الفردوس.[4]
- وين شترز.[5]
- نادي أكتوبر 1 للقوات المسلحة.[6]

## مداخل وبوابات الفردوس
تضم الفردوس خمس بوابات على طريق الواحات وبوابة واحد على طريق مدينة زويل التعليمية.